# Inspektorat BC Okręgu Wilno Armii Krajowej
Inspektorat BC Okręgu Wilno AK – terenowa struktura Okręgu Wilno Armii Krajowej.

## Charakterystyka terenu
Obejmował teren powiatu święciańskiego i brasławskiego oraz postawskiego i dziśnieńskiego.
Powstał w 1943 z połączenia Inspektoratu „C” i Inspektoratu „B” Okręgu Wilno AK.
Cechą charakterystyczną Inspektoratu była obecność na tym terenie dużej liczby sowieckich oddziałów partyzanckich. One pierwsze zajęły większe masywy leśne. Liczebnie duże, były dużym obciążeniem cywilnej ludności. Dochodziło przy tym do rabunków, mordów oraz palenia całych wsi polskich.

## Żołnierze  inspektoratu
- komendant inspektoratu – mjr dypl. Mieczysław Potocki „Węgielny”
- zastępcą inspektora – por. Jan Smela „Janusz”
- szef sztabu – kpt. Jan Drozdowicz „Gerwazy”
- oficer informacyjny – por. Józef Ciecierski „Rokita”
- oficer wyszkoleniowy – por. Czesław Barzdo „Bąk”
- kwatermistrz – por. Józef Witold Ciechanowicz „Żaba”
- szef łączności – pchor. Jan Kozłowski „Jan”
- lekarz – dr Marian Sylwanowicz

## Obwody inspektoratu
- obwód święciański – kpt. Jan Smela „Janusz”, „Szary”
- obwód brasławski – ppor. cz. w. Michał Białokur „Lach”
- obwód postawski – por. „Brzoza” NN z 6 ppleg
- obwód dziśnieński – mgr Zenon Gajewski

## Jednostki partyzanckie
Wiosną i latem 1943 na terenie inspektoratu działał pierwszy oddział partyzantki polskiej, oddział „Kmicica”
Na początku 1944 w inspektoracie istniały Ośrodki Dywersyjne (OD) i Ośrodki Dywersyjno–Partyzanckie (ODP). Zostały one utworzone na przełomie lat 1942/1943.
- Ośrodek Dywersyjny nr 23 – dowódca por. Franciszek Stal (obejmował tor kolejowy od stacji Podbrodzie do stacji kolejowej Ignalina)
- Ośrodek Dywersyjny nr 24 – od stycznia 1944 dowódcą był ppor. Wacław Sidorkiewicz „Bem” (obejmował tor kolejowy od stacji Ignalina do st. Turmonty)
- Ośrodek Dywersyjno–Partyzancki nr 25 – dowódca por. Marian Kisielewicz „Marek”, „Ostroga” (obejmował węzeł kolejowo–drogowy Brasławia)
- Ośrodek Dywersyjno–Partyzancki nr 26 – od stycznia 1944 dowódcą był ppor. Edmund Lisowski „Krzak” (obejmował rejon miast Dukszty, Dryświaty, Opsa, Widze)

Po złączeniu dwóch Inspektoratów B i C, na terenie dawnego Inspektoratu C pozostały tylko ośrodki dywersyjno–partyzanckie w rejonach, gdzie większość stanowił element polski:
- w powiecie postawskim: w miastach Postawy, Kobylnik i Duniłowicze
- w powiecie dziśnieńskim: w miastach Głębokie, Dzisna i Szarkowszczyzna

W marcu 1944 z rozkazu Komendy Okręgu Wileńskiego AK przystąpiono do organizowania brygad partyzanckich. Zalążkiem oddziału partyzanckiego było kilku lub kilkanaście żołnierzy podziemia, którzy w określonym przez dowódcę okresie zabierali z zakonspirowanego składu broń i wyruszali w pole. Kiedy oddział osiągnął stan 100–150 ludzi, na wniosek Inspektora otrzymywał z Komendy Okręgu nazwę i numer brygady. w inspektoracie BC formowanie jednostki rozpoczęło się odpowiednio wcześniej.
5 Brygada
Z pozostałości oddziału „Kmicica” powstała 5 Brygada pod dowództwem Zygmunta Szendzielarza „Łapuszki”. W drugiej połowie stycznia 1944 jej plutony prowadziły działania demonstracyjne w rejonach skupisk ludności litewskiej i intensywnych działań partyzantki sowieckiej. Pluton „Rakoczego” działał w rejonie Michaliszki – Święciany – Podbrodzie. Plutony „Maksa” i „Kitka” maszerowały na wschód za jezioro Miadzioł, aż do Królewszczyzny pod dawną granicę polsko–sowiecką. Pluton „Kitka”, wracając z tego propagandowego marszu z Podbrodzia, stoczył potyczkę z Litwinami pod Żukojniami. Pluton kawalerii zlikwidował 9–osobowy posterunek policji litewskiej w Polanach.
Pod koniec stycznia 1944 plutony 5 Brygady przybyły do Worzian. Na skutek donosu Niemcy zorganizowali lokalną operację antypartyzancką. Rankiem 31 stycznia prawie 100–osobowy, oddział niemiecko–ukraiński uderzył na pozycję 5 Brygady. Sytuację udało się opanować dzięki nadejścia 3 plutonu „Maksa" z kolonii Worzeły – folwark Sosnówka i 2 plutonu z Hadziłun. Prawie trzygodzinna potyczka zakończyła się całkowitym zwycięstwem 5 Brygady. Straty niemieckie wyniosły łącznie 43 ludzi: zostało zabitych 2 oficerów, 9 podoficerów i 28 żołnierzy, 4 uznano za zaginionych. Straty strony polskiej: 16 partyzantów.
2 lutego na brygadę napadł ok. 1600 osobowy oddział partyzantki sowieckiej. Brygada pod ogniem zorganizowała przeprawę przez rzekę Stracza. Na drugim brzegu ubezpieczał przeprawę pluton „Rakoczego”. Po zapadnięciu zmierzchu praktycznie cała brygada przeprawiła się przez rzekę i maszerując się w kierunku Biała Woda oderwała się od wroga. Straty polskie w tej bitwie:: 1 zabity, 1 utonął i 6 rannych, kilku trafiło do sowieckiej niewoli.
3 lutego przybył pod Radziusze na rozpoznanie „Maks” ze swą drużyną. W starciu z Sowietami poległo 3 polskich partyzantów, a jeden został ranny. Zdobyto 2 pepesze 1 kb oraz odebrano dwie furmanki z zagrabionym mieniem miejscowej ludności.
W drugiej połowie lutego 1 pluton „Rakoczego” operował w rejon Sużan, pozostałe plutony brygady stacjonowały we wsi Jasień na wschód od Kiemieliszek. W tym okresie doszło do niedużych starć z sowiecką partyzantką w Suproniętach, Jasieniu, Polanach, Straczy i Niestaniszkach. W Niestaniszkach została stoczona walka z oddziałem sowieckich spadochroniarzy. a pluton „Kitka” rozbroił i zlikwidował 30–osobowy posterunek żandarmerii niemieckiej w Żukojni Strackiej, a pluton „Maksa” posterunek litewskiej policji w Polanach koło Kiemieliszek. W akcjach tych brygada zdobyła dużo broni. Pod koniec lutego liczyła już ponad 300 osób.
4 Brygada
2 marca „Łupaszko”, w porozumieniu z Komendą Okręgu Wileńskiego AK, wyłonił ze stanu swej brygady i sformował nową brygadę, która przyjęła nazwę 4 Brygada „Narocz”. Pierwszym dowódcą brygady został mianowany mjr Świechowski „Sulima”.
23 Brygada Bracławska
W obwodzie brasławskim w marcu 1944 w ten sposób została utworzona 23 Brygada Brasławska. Większość żołnierzy rekrutowała się z miejscowych Polaków, należeli do niej również Polacy z Łotwy oraz uciekinierzy z policji białoruskiej.